# Готланд
Вижте пояснителната страница за други значения на Готланд.
Готланд (на шведски: Gotland) е шведски остров, най-големият в Балтийско море, отделен от Скандинавския полуостров чрез проток с широчина 84 km. Част е от Историческата земя Йоталанд. Площ 3184 km2. Изграден е главно от силурски варовици и пясъчници, в които има силно разпространение на карстови форми. Има платовиден релеф с максимална височина връх Лойста Хед (84 m). Бреговете му са предимно стръмни, особено на северозапад. Климатът е умерен, морски с годишна сума на валежите над 500 mm. Иглолистните гори (главно смърч), заемат около 40% от площта му, торф. Резервати. Отглеждат се зърнени култури (ръж, овес), захарно цвекло, лен, картофи. Животновъдство. Риболов. Добив на варовик. Развита циментова и хранителна промишленост. На територията на острова са едноименната провинция, лен Готланд и община Готланд, които на практика се препокриват с него. Административен център и главно пристанище е град Висбю.

## Историческа справка
На остров Готланд се намират най-старите рунически надписи на шведски език, датирани от края на III век.
През VIII и IX век в Готланд с варягите търгуват арабски търговци. 
През XI век езикът, говорен на Готланд, е бил достатъчно близък до този, говорен в Исландия, за да могат жителите на двата острова да се разбират добре. 
В началото на новата ера островът е населяван от германски племена (възможно е названието Готланд да произхожда от името на германското племе готи). През средните векове островът с град Висбю е бил важен пункт в транзитната търговия в Балтика. Номинално Готланд е принадлежал към Швеция, но фактически е бил независима република със свои градски права. През 1361 г. е бил завладян и опустошен от датчаните. По Брьомсебруския мирен договор от 1645 г. отново преминава към Швеция. По време на Първата световна войва на 19 юни (2 юли) 1915 г. близо до острова се разиграва морско сражение между руски и германски военни кораби.